# Mitra Farahani

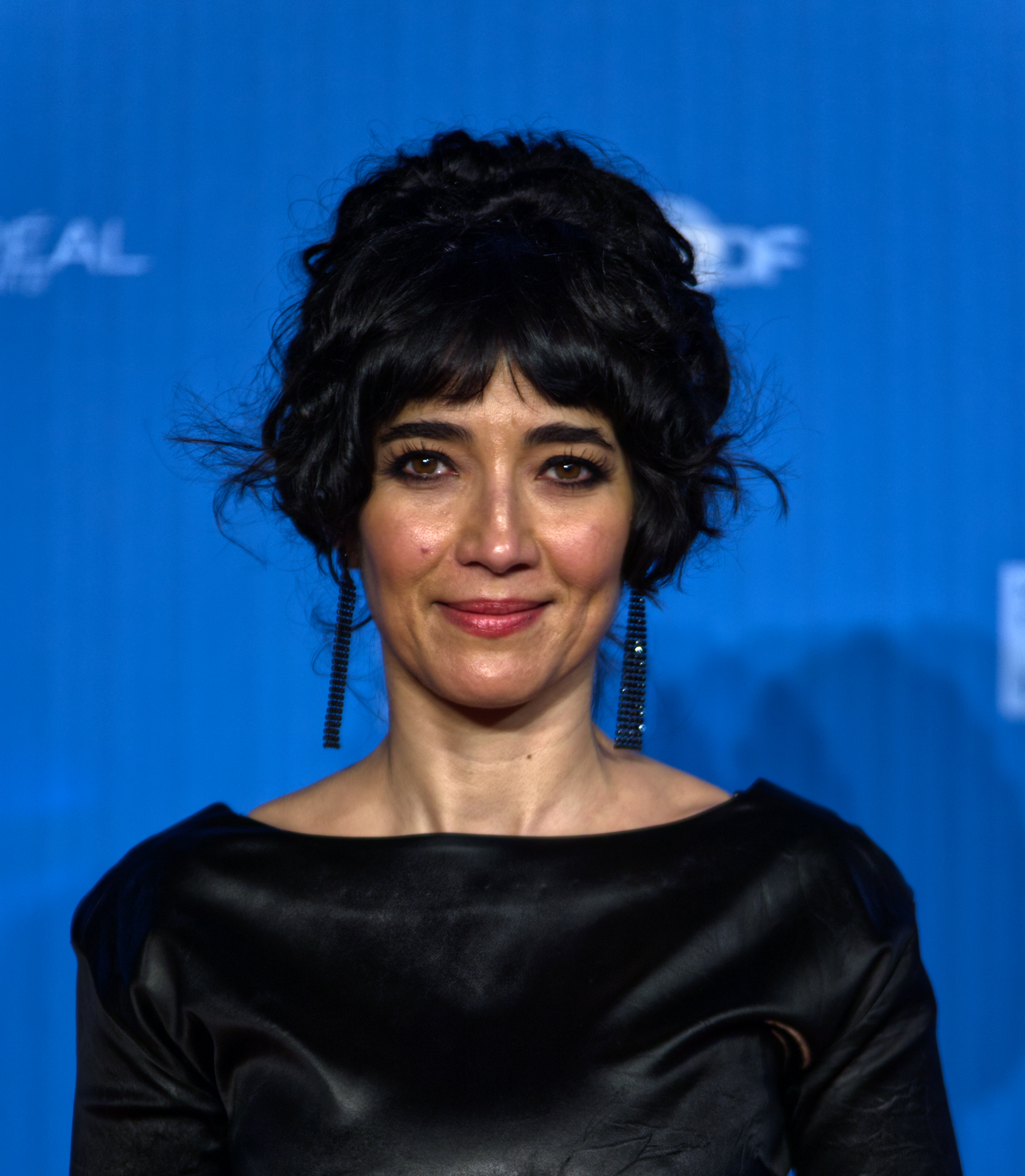
Mitra Farahani, Berlinale 2022

Mitra Farahani (* 27. Januar 1975 in Teheran, Iran) ist eine in Paris lebende iranische Filmemacherin und Künstlerin.

## Leben
Farahani schloss 1997 ein Zeichenstudium in Teheran ab und lebt seit 1998 in Paris. Dort studierte sie an der ENSAD Plastische Kunst sowie Video und Film.
Bereits ihr erster Dokumentarfilm Juste une femme, der eine iranische Transfrau porträtiert, wird 2022 an der Berlinale aufgeführt, wo er mit dem Teddy Award ausgezeichnet wird. Auch ihr 2004 veröffentlichter Dokumentarfilm wird an der Berlinale selektioniert: Tabous – Zohre & Manouchher, wird in der Sektion Panorama uraufgeführt. Es folgen weitere Filme, darunter ein langer Dokumentarfilm über die iranische Künstlerin Behjat Sadr, als auch ihr Kurzfilm David et Goliath, den sie in der Villa Borghese gedreht hat.
2009 war sie zwei Wochen im Iran inhaftiert, weil ihr vorgeworfen wurde, dass ihre Filme unislamisch seien.
2014 wird sie als Mitglied der Jury des internationalen Wettbewerbs der Berlinale. Sie ist 2014–15 Stipendiantin der Villa Médici – Académie de France à Rome.
Mit Bis Freitag, Robinson kehrt sie 2022 an die Berlinale zurück, diesmal in die Sektion Encounters, wo der Film mit dem Spezialpreis der Jury ausgezeichnet wird.

## Filmografie
- 2002: Just une femme
- 2004: Tabous – Zohre & Manouchehr
- 2004: Ziarat
- 2006: Behjat Sadr: Suspended Time
- 2013: Fifi Howls from Happiness – Porträt des iranischen Künstlers Bahman Mohasses[10]
- 2014: David et Goliath (Kurzfilm)
- 2022: Bis Freitag, Robinson (À vendredi, Robinson)